# Метафосфат натрия
Метафосфат натрия — неорганическое соединение, соль щелочного металла натрия и метафосфорной кислоты с формулой NaPO3, белый аморфный или кристаллический, растворяется в воде.
Является полимером Nan(PO3)n, где n=1000÷10000. Выделены олигомеры с n=3 и 4, образуют кристаллогидраты.

## Получение
- Нейтрализация метафосфорной кислоты гидроокисью натрия. При 0°С получаются олигомеры, при 500-600°С — полимеры:

{\displaystyle {\mathsf {HPO_{3}+NaOH\ {\xrightarrow {}}\ NaPO_{3}+H_{2}O}}}
- Действие при нагревании ортофосфорной кислоты на натриевые соли:

{\displaystyle {\mathsf {H_{3}PO_{4}+NaCl\ {\xrightarrow {400-500^{o}C}}\ NaPO_{3}+HCl+H_{2}O}}}
- Разложение дигидрофосфата натрия:

{\displaystyle {\mathsf {NaH_{2}PO_{4}\ {\xrightarrow {220-250^{o}C}}\ NaPO_{3}+H_{2}O}}}
- Разложение дигидродифосфата натрия:

{\displaystyle {\mathsf {Na_{2}H_{2}P_{2}O_{7}\ {\xrightarrow {220-250^{o}C}}\ 2NaPO_{3}+H_{2}O}}}

## Физические свойства
Метафосфат натрия образует белый аморфный или кристаллический порошок.
Олигомеры образуют кристаллогидраты Na3P3O9•6H2O, Na4P4O12•4H2O.

## Химические свойства
- С горячей водой образует разные кислые соли:

{\displaystyle {\mathsf {NaPO_{3}\ {\xrightarrow {H_{2}O,100^{o}C}}\ Na_{3}H_{2}P_{3}O_{10},Na_{2}H_{2}P_{2}O_{7},NaH_{2}PO_{4}}}}
- С горячим щелочным раствором образует разные фосфаты натрия:

{\displaystyle {\mathsf {NaPO_{3}\ {\xrightarrow {NaOH,40-100^{o}C}}\ Na_{3}P_{3}O_{9},Na_{3}PO_{4},Na_{5}P_{3}O_{10},Na_{4}P_{2}O_{7},Na_{6}P_{4}O_{13}}}}
- Вступает в обменные реакции:

{\displaystyle {\mathsf {NaPO_{3}+AgNO_{3}\ {\xrightarrow {}}\ AgPO_{3}\downarrow +NaNO_{3}}}}